# Agora (przedsiębiorstwo)
Agora Spółka Akcyjna – polska, publiczna spółka prawa handlowego, notowana na giełdzie w Warszawie, prowadząca działalność mediową. Nazwa spółki pochodzi od greckiego określenia miejsca spotkań.
Spółkę założono w mieszkaniu reżysera Andrzeja Wajdy na warszawskim Żoliborzu, umowę spółki podpisali: Andrzej Wajda, Zbigniew Bujak i Aleksander Paszyński.

## Działalność

### Obecna
Agora jest obecnie właścicielem lub współwłaścicielem:
- ogólnopolskiego dziennika „Gazeta Wyborcza” oraz tygodników tematycznych: „Duży Format”, „Mój biznes. Ludzie, praca, innowacje”, „Wyborcza TV”, „Co Jest Grane 24”, „Wysokie Obcasy”, „Ale Historia” oraz „Wolna Sobota”.
- miesięcznika „Wysokie Obcasy Extra”, dwumiesięcznika „Wysokie Obcasy Praca” oraz dwumiesięcznika „Książki. Magazyn do czytania”.
- Helios S.A. – sieć 54 kin[7], w ramach grupy Helios funkcjonuje spółka Step Inside, która prowadzi działalność gastronomiczną – 30 lokali pod marką Pasibus[8].
- NEXT FILM – spółki zajmującej się produkcją i dystrybucją filmową,
- ponadregionalnej stacji (Tok FM) i 36 lokalnych rozgłośni radiowych (Rock Radio, Radio Złote Przeboje, Radio Pogoda)
- ogólnopolskiej agencji outdoorowej AMS[9],
- platform Video Out-of-Home (VOOH) Move TV – przeznaczonej do emisji w siłowniach i klubach fitness[10] oraz Traffic TV – do emisji w autobusach warszawskiej komunikacji miejskiej[11] (własności spółki-córki Agory – AMS)
- portalu internetowego Gazeta.pl,
- spółki Yieldbird – specjalizującej się w optymalizacji przychodów z reklamy programatycznej,
- spółki ROI Hunter – dostawca platformy marketingowej umożliwiającej firmom z branży e-commerce promowanie i sprzedaż produktów za pośrednictwem Google’a i Facebooka dzięki zaawansowanym narzędziom do kreacji kampanii i analizy danych,
- spółki Agora Poligrafia (drukarnia w Warszawie, a w przeszłości również drukarnie w Tychach i Pile)[12],
- internetowego serwisu muzycznego Tuba działającego pod adresem fm.tuba.pl[13],
- księgarni internetowej (e-booki, audiobooki i e-prasa) Publio.pl oraz Kulturalnysklep.pl,
- Wydawnictwa Agora – wydającego książki, muzykę oraz filmy i seriale na DVD,
- 100% udziałów spółki Eurozet Sp. z o.o. – nadawcy stacji radiowych: Radio Zet, Chillizet, Antyradio, Meloradio i Radio Plus[14][15][16].
- spółki Hash.fm – która oferuje usługi z zakresu influencer marketingu.

### Historyczna
W przeszłości Agora miała też udziały m.in. w polskiej części telewizji Canal+, ale je sprzedała, oraz była właścicielem telewizji internetowej tuba.tv, ale stacja została zlikwidowana. W roku 2002 czyniła starania o zakup ogólnopolskiej telewizji Polsat. 14 listopada 2005 r. wprowadziła na rynek dziennik „Nowy Dzień”, ale po kilku miesiącach 23 lutego 2006 roku wydawanie pisma zakończono z powodu zbyt małej sprzedaży.
2 stycznia 2014 r. Agora zamknęła swój portal zakupów grupowych HappyDay.pl. Od połowy 2008 roku do grudnia 2015 roku spółka była właścicielem serwisu internetowego o grach komputerowych polygamia.pl, który został sprzedany 18 grudnia 2015 roku spółce Cronix (m.in. wydawcy serwisu Zagraj.pl).
W latach 1998–2016 spółka była wydawcą bezpłatnego dziennika „Metro” ukazującego się w większych polskich miastach.
Agora S.A. otrzymała tytuł „Firma Roku” 2000 Forum Ekonomicznego.
We wrześniu 2014 roku Agora ogłosiła, że powstanie nowy kanał telewizyjny pod nazwą TV Zone. 20 października 2014 roku Krajowa Rada Radiofonii i Telewizji przyznała TV Zone koncesję satelitarną. Stacja TV Zone nie rozpoczęła nadawania. 4 listopada 2016 roku Krajowa Rada Radiofonii i Telewizji na wniosek nadawcy uchyliła koncesję na nadawanie TV Zone.
Od 2 grudnia 2016 roku do 31 sierpnia 2017 roku spółka była właścicielem stacji telewizyjnej Metro TV. Od 2013 roku do 2017 roku Agora była właścicielem sieci partnerskiej Epic Makers (do 2015 roku funkcjonującej jako Agora Internet Artists – AIA) współtworzącej i skupiającej kanały na serwisie YouTube, jednak 1 grudnia 2017 roku spółka podjęła decyzję o jej zamknięciu. 14 czerwca 2018 roku sprzedała swoje akcje w Stopklatce (nadawcy stacji telewizyjnej Stopklatka TV) spółce Kino Polska, wycofując się z rynku telewizyjnego.
W październiku 2018 roku spółka zakończyła wydawanie magazynów „Cztery Kąty”, „Ładny Dom”, „Dziecko” i „Niezbędnik Ogrodnika”. W grudniu 2018 roku spółka sprzedała licencję na wydawanie magazynów „Cztery Kąty” i „Ładny Dom” oraz serwisy internetowe Bryla.pl, e-Ogrody.pl i Domosfera.pl spółce Pressland, kierowanej przez Artura Krochmala i Pawła Mijasa. 27 lutego 2019 roku spółka poinformowała, że pod koniec kwietnia tego samego roku zamknie należącą do spółki platformę blogową Blox.pl, z powodu malejącej popularności tego serwisu internetowego. Po zamknięciu serwisu na stronie blox.pl znajduje się przegląd artykułów z serwisów internetowych należących do grupy Gazeta.pl.
Ze względu na spadek popytu na rynku poligraficznym w marcu 2019 spółka podjęła decyzję o zamknięciu do 30 czerwca drukarni w Tychach i Pile i skoncentrowania działalności (w tym druku całego nakładu „Gazety Wyborczej”) w drukarni przy ul. Daniszewskiej 27 w dzielnicy Białołęka w Warszawie.
Spółka była też wydawcą czasopism Avanti (od 2005 roku) i Logo (od 2004 roku). W kwietniu 2020 r. spółka poinformowała o zakończeniu wydawania pism Avanti i Logo, ostatnim numerem tych czasopism został łączony numer majowo-czerwcowy.
Od listopada 2018 roku do kwietnia 2020 roku należąca do Agory spółka Helios S.A. była właścicielem sieci lokali gastronomicznych Papa Diego oraz Van Dog, ale spółka Helios S.A. 6 kwietnia 2020 roku poinformowała o sprzedaży spółki Foodio Concepts spółce 5m Square.
Od 2008 roku do maja 2020 roku spółka była właścicielem spółki Domiporta – prowadzącej portal z nieruchomościami domiporta.pl, którą 9 czerwca 2020 roku sprzedała firmie Auto Centrum z Krosna.
W latach 2007–2022 spółka była wydawcą portalu muzycznego tuba.pl oraz radia internetowego tuba.fm, które w listopadzie 2022 roku zostały połączone w serwis internetowy Tuba pod adresem URL fm.tuba.pl będący serwisem muzycznym z podcastami i internetową platformą radiową.
W latach 2012–2024 spółka była właścicielem HRlink (wcześniej Online Technologies HR) – spółki specjalizującej się w optymalizacji i unowocześnianiu procesów e-rekrutacji. Firma ograniczała czas i koszty klientów, udostępniając im HRlink.pl – działającą w modelu SaaS aplikację ATS (ang. applicant-tracking system) do zarządzania rekrutacją, multipostingu ogłoszeń rekrutacyjnych na bezpłatne i płatne portale ogłoszeniowe oraz do zarządzania bazą kandydatów i komunikacją z rekrutowanymi osobami. Spółka HRlink została sprzedana na początku stycznia 2024 roku spółce eRecruitment Solutions należącej do grupy kapitałowej Pracuj S.A. (m.in. właściciela serwisu internetowego Pracuj.pl).
W latach 2011–2024 spółka była właścicielem spółki GoldenLine prowadzącej jeden z największych internetowych serwisów rekrutacyjnych w Polsce istniejący od 2005 roku, jednak spółka GoldenLine w kwietniu 2024 roku została postawiona w stan likwidacji, a w październiku tego samego roku poinformowano o zakończeniu działalności tego serwisu internetowego z dniem 30 listopada tego samego roku. Po zakończeniu działalności adres URL tego serwisu przekierowuje na główną stronę internetową „Gazety Wyborczej” funkcjonującą pod nazwą Wyborcza.pl.

## Związki zawodowe
Pod koniec 2011 roku w spółce powstał pierwszy związek zawodowy pracowników.

## Wytwórnia muzyczna
Od 1998 roku spółka działa pod marką Wydawnictwo Agora także jako wytwórnia muzyczna.
Nakładem Agory ukazały się m.in. nagrania takich wykonawców, jak: Kayah, Maciej Maleńczuk, Wojciech Waglewski, Voo Voo, Ewa Bem, Edyta Górniak, Marek Kościkiewicz, Marek Dyjak, Fisz, Emade, Pustki, Dagadana, Cool Kids of Death, Lech Janerka, Maria Peszek, Muniek Staszczyk, Hey, Kasia Kowalska, Piotr Maślanka oraz Grubson.
Szereg płyt wydanych przez wytwórnię ukazało się formalnie jako książki (łącznie z nadanym numerem ISBN), jako że podatek VAT na płyty w Polsce wynosi 23%, natomiast na książki 5% (przed 2010 rokiem 0%). W efekcie albumy takich wykonawców jak Wojciech Waglewski, Fisz, Emade nie trafiły na polską listę przebojów – OLiS. Jednakże Związek Producentów Audio-Video ze względu na sprzedaż nadał im status złotej lub platynowej płyty w Polsce.